# Viggo Jensen
Alexander Viggo Jensen (Copenhaguen, Dinamarca 1874 - íd. 1930) fou un esportista danès, guanyador de tres medalles olímpiques. Esportista versàtil, Jensen destacà en tir olímpic, atletisme, halterofília i gimnàstica artística.

## Biografia
Va néixer el 22 de juny de 1874 a la ciutat de Copenhaguen, capital de Dinamarca.
Va morir el 2 de novembre de 1930 a la seva residència de Copenhaguen.

## Carrera esportiva
Participà, als 21 anys, en els Jocs Olímpics d'Estiu de 1896 realitzats a Atenes (Grècia), on competí en diverses proves d'aquests quatre esports. En les proves d'halterofília aconseguí guanyar la medalla d'or en la prova d'aixecament a dos braços i la medalla de plata en la prova d'aixecament a un braç; en les proves de tir olímpic guanyà la medalla de bronze en la prova de rifle militar 300 metres, finalitzant sisè en la prova de rifle militar 200 metres. Participà en la prova de gimnàstica d'escalada de corda, on finalitzà quart axí com en les proves atlètiques de llançament de pes, on fou quart, i de llançament de disc, on arribà a la final. Participà en els Jocs Olímpics d'Estiu de 1900 realitzats a París (França), si bé únicament en cinc proves de tir olímpic i on finalitzà quart en la prova de rifle militar tres posicions com a resultat més destacat.